# 賦值 (邏輯)
在逻辑和模型论中，賦值（valuation）是从一阶语言的变量的集合到这个语言的某个释义的全集的映射。
非形式的说，它是把一个特定的值指派（赋值）给一个数学陈述或等式中的变量。例如陈述 "x = y" 满足于（就是说，为真于）在其中 "x" 被映射到同 "y" 相同的值的求值，而不满足于（就是说，为假于）所有其他賦值。在这种简单情况下这好像是平凡的，但它是使用数学符号公式化逻辑论证的过程的一部分。